# Celebrity Skin
Az 1998-as Celebrity Skin a Hole harmadik nagylemeze. Az album zenéje eltávolodott a Hole korábbi keményebb alternatív rockos hangzásától a tisztább, rádióbarátabb pop rockhoz.
Ez volt az első lemezük, amelyen Melissa Auf der Maur basszusgitározik az elhunyt Kristen Pfaff helyén. Ez az utolsó albumuk 2002-ben kezdett szünetük előtt.
A Celebrity Skin a Hole legnagyobb kereskedelmi sikereket elért lemeze, a Modern Rock Tracks listán number one kislemezt termelt. A kritikusok reakciója főleg pozitív volt, de nem annyira, mint a Live Through This album esetében. Az album szerepel az 1001 lemez, amit hallanod kell, mielőtt meghalsz című könyvben.

## Az album dalai
|     | Cím                     | Szerző(k)                                                         | Hossz |
| --- | ----------------------- | ----------------------------------------------------------------- | ----- |
| 1.  | Celebrity Skin          | Courtney Love, Eric Erlandson, Billy Corgan                       | 2:42  |
| 2.  | Awful                   | Melissa Auf der Maur, Patty Schemel, Erlandson, Love              | 3:16  |
| 3.  | Hit So Hard             | Love, Erlandson, Corgan                                           | 4:00  |
| 4.  | Malibu                  | Love, Erlandson, Corgan                                           | 3:50  |
| 5.  | Reasons to Be Beautiful | Love, Erlandson, Auf der Maur, Charlotte Caffey, Jordon Zadorozny | 5:19  |
| 6.  | Dying                   | Love, Erlandson, Corgan                                           | 3:44  |
| 7.  | Use Once & Destroy      | Auf der Maur, Schemel, Erlandson, Love                            | 5:04  |
| 8.  | Northern Star           | Love, Erlandson                                                   | 4:58  |
| 9.  | Boys on the Radio       | Love, Erlandson, Auf der Maur                                     | 5:09  |
| 10. | Heaven Tonight          | Love, Erlandson                                                   | 3:31  |
| 11. | Playing Your Song       | Love, Erlandson, Auf der Maur                                     | 3:21  |
| 12. | Petals                  | Love, Erlandson, Corgan                                           | 5:29  |

## Közreműködők
- Courtney Love – ének, ritmusgitár
- Eric Erlandson – szólógitár
- Melissa Auf der Maur – basszusgitár, háttérvokál
- Samantha Maloney – dob (nem jelölt)
- Billy Corgan – basszusgitár a Hit So Hard-on (nem jelölt)
- Craig Armstrong – vonósok a Petals-on és a Dying-on
- David Campbell – vonósok a Northern Star-on

## Fordítás
Ez a szócikk részben vagy egészben a Celebrity Skin című angol Wikipédia-szócikk ezen változatának fordításán alapul.  Az eredeti cikk szerkesztőit annak laptörténete sorolja fel. Ez a jelzés csupán a megfogalmazás eredetét és a szerzői jogokat jelzi, nem szolgál a cikkben szereplő információk forrásmegjelöléseként.